# Rhabdophis
Rhabdophis ist eine Schlangengattung aus der Familie der Wassernattern (Natricinae).

## Merkmale und Lebensweise
Die Schlangen der Gattung Rhabdophis sind ovipar. Einige Arten wie die Rothals-Wassernatter sind giftig und für den Menschen gefährlich.

## Verbreitungsgebiet und Gefährdungsstatus
Die Schlangengattung ist in Südostasien verbreitet. Die IUCN stuft die Art Rhabdophis ceylonensis als gefährdet („Endangered“) ein. 19 weitere Arten mit ausreichender Datengrundlage für eine Bewertung gelten als nicht gefährdet („Least Concern“).

## Systematik
Die Gattung Rhabdophis wurde 1843 von Leopold Fitzinger erstbeschrieben. Ihr werden 34 Arten zugeordnet, die im Folgenden nach Taxon sortiert gelistet sind (Stand April 2024):
| Bild             | Taxon                         | Trivialname                     | Erstbeschreibung                                                | Verbreitungsgebiet | IUCN |
| ---------------- | ----------------------------- | ------------------------------- | --------------------------------------------------------------- | --- | ---- |
|                  | Rhabdophis adleri             |                                 | Zhao, 1997                                                      | China | 2012 |
|                  | Rhabdophis akraios            |                                 | Doria, Petri, Bellati, Tiso & Pistarino, 2013                   | Indonesien (Sumatra) | 2021 |
|                  | Rhabdophis angeli             |                                 | (Bourret, 1934)                                                 | Vietnam (Vĩnh Phúc) | 2012 |
|                  | Rhabdophis auriculatus        |                                 | (Günther, 1858)                                                 | Philippinen (Basilan, Bohol, Leyte, Samar, Mindanao) | 2009 |
|                  | Rhabdophis barbouri           |                                 | (Taylor, 1922)                                                  | Philippinen (Luzon, Mindoro) | 2009 |
| Rhabdophis bindi | Rhabdophis bindi              |                                 | Das, Smith, Sidik, Sarker, Boruah, Patel, Murthy & Deepak, 2021 | Bangladesch, Indien |      |
|                  | Rhabdophis callichroma        |                                 | (Bourret, 1934)                                                 | Vietnam, China (Hainan) | 2012 |
|                  | Rhabdophis callistus          |                                 | (Günther, 1873)                                                 | Indonesien (Sulawesi) | 2021 |
|                  | Rhabdophis ceylonensis        |                                 | (Günther, 1858)                                                 | Sri Lanka | 2021 |
|                  | Rhabdophis chiwen             |                                 | Chen, Ding, Chen & Piao, 2020                                   | China (Sichuan) |      |
|                  | Rhabdophis chrysargoides      |                                 | (Günther, 1858)                                                 | Indonesien (Java, Sangihe-Inseln, Sulawesi) | 2012 |
|                  | Rhabdophis chrysargos         | Gefleckte Wassernatter          | (Schlegel, 1837)                                                | Brunei, Indonesien, Philippinen (Balabac, Culion, Busuanga, Palawan), Laos, Süd-Myanmar, Süd-Thailand, Kambodscha, Vietnam (Hòa Bình), Malaysia, China (Hainan, Hongkong) | 2012 |
|                  | Rhabdophis confusus           |                                 | David & Vogel, 2021                                             | China (Hainan) |      |
|                  | Rhabdophis conspicillatus     | Gesprenkelte Wassernatter       | (Günther, 1872)                                                 | Indonesien (Borneo, Lingga-Inseln, Natuna-Inseln, Sumatra), Malaysien | 2012 |
|                  | Rhabdophis flaviceps          | Gelbkopf-Kielrückennatter       | (Duméril, Bibron & Duméril, 1854)                               | Indonesien (Bangka, Borneo, Nias, Sumatra), Malaysien, Thailand | 2012 |
|                  | Rhabdophis formosanus         |                                 | (Maki, 1931)                                                    | Taiwan |      |
|                  | Rhabdophis guangdongensis     |                                 | Zhu, Wang, Takeuchi & Zhao, 2014                                | China (Guangdong) |      |
|                  | Rhabdophis helleri            | Heller-Rothals-Wassernatter     | (Schmidt, 1925)                                                 | Bangladesch, Bhutan, China, Hong Kong, Indien, Myanmar, Nepal, Vietnam |      |
|                  | Rhabdophis himalayanus        | Himalaya-Wassernatter           | (Günther, 1864)                                                 | Indien, Bhutan, Bangladesh, Nepal, Nord-Myanmar, China (Yunnan, Tibet) | 2021 |
|                  | Rhabdophis hmongorum          |                                 | Kane, Tapley, La & Nguyen, 2023                                 | Vietnam |      |
|                  | Rhabdophis kaiyuanensis       |                                 | Qin, Bin, Xinhong, Yangmei & Peng, 2023                         | China (Yunnan) |      |
|                  | Rhabdophis lateralis          |                                 | (Berthold, 1859)                                                | China, Nordkorea, Russland, Südkorea |      |
|                  | Rhabdophis leonardi           |                                 | (Wall, 1923)                                                    | Myanmar, Laos, China (Yunnan, Tibet, Südwest-Sichuan) | 2012 |
|                  | Rhabdophis lineatus           |                                 | (Peters, 1861)                                                  | Philippinen (Basilan, Bohol, Mindanao, Samar, Leyte) | 2009 |
|                  | Rhabdophis murudensis         |                                 | (Smith, 1925)                                                   | Borneo (Sarawak) | 2012 |
|                  | Rhabdophis nigrocinctus       | Gebänderte Wassernatter         | (Blyth, 1856)                                                   | Myanmar, Thailand, Laos, Kambodscha, Vietnam, China (Yunnan) | 2012 |
|                  | Rhabdophis nuchalis           |                                 | (Boulenger, 1891)                                               | Nordost-Indien (Nagaland), Myanmar, Vietnam, China, auf 1200 bis 2750 m Höhe                                                                                              | 2012 |
|                  | Rhabdophis pentasupralabialis |                                 | Jiang & Zhao, 1983                                              | China (Sichuan) | 2012 |
|                  | Rhabdophis plumbicolor        | Grüne Kielrückenwassernatter    | (Cantor, 1839)                                                  | Indien, Sri Lanka, Pakistan, Myanmar | 2021 |
|                  | Rhabdophis rhodomelas         | Blaunacken-Kielrückennatter     | (Boie, 1827)                                                    | Indonesien, Malaysien, Singapur, Süd-Thailand | 2012 |
|                  | Rhabdophis siamensis          |                                 | (Mell, 1931)                                                    | China (Yunnan), Thailand, Vietnam |      |
|                  | Rhabdophis subminiatus        | Rothals-Wassernatter            | (Schlegel, 1837)                                                | Indonesien, Thailand, Vietnam (Hòa Bình), Kambodscha, Laos, Burma, West-Malaysien, Singapur, Bhutan, Bangladesch, Nepal, Indien, China                                    | 2021 |
|                  | Rhabdophis swinhonis          |                                 | (Günther, 1868)                                                 | Taiwan | 2012 |
|                  | Rhabdophis tigrinus           | Tiger-Wassernatter, Tigernatter | (Boie, 1826)                                                    | Ost-Russland, Nordkorea, Südkorea, China, Taiwan, Vietnam, Japan (Yakushima, Tanegashima, Kyūshū, Shikoku, Honshū, Ryūkyū-Inseln)                                         | 2021 |